# David R. Hawkins
David Ramon Hawkins (* 3. Juni 1927 in Milwaukee, Wisconsin; † 19. September 2012 in Sedona, Arizona) war ein US-amerikanischer Psychiater, Mystiker, spiritueller Lehrer und Autor.

## Leben
David R. Hawkins wuchs im ländlichen Wisconsin auf und diente in den Schlussmonaten des Zweiten Weltkriegs als Matrose auf einem US-Navy-Minensuchboot.
1950 erwarb er den Bachelor in Chemie an der Marquette University und promovierte 1953 zum MD am Medical College of Wisconsin. 1954 absolvierte er sein Internship an der Columbia Hospital, 1956 erhielt er eine Fellowship in Psychiatrie am Mount Sinai Hospital in New York.
Von 1956 bis 1980 war er Medical Director des North Nassau Mental Health Center in Manhasset, New York, und von 1968 bis 1979 Director of Research am Brunswick Hospital, Long Island – damals eine der größten psychiatrischen Einrichtungen des Bundesstaates.
1973 veröffentlichte Hawkins gemeinsam mit Nobelpreisträger Linus Pauling das wegweisende Buch Orthomolecular Psychiatry: Treatment of Schizophrenia.
1979 ließ er sich in Sedona, Arizona, nieder und lebte dort bis zu seinem Tod am 19. September 2012 im Alter von 85 Jahren.

## Werk
Hawkins entwickelte die „Map of Consciousness“, die er 1995 in seinem Bestseller Power vs. Force: An Anatomy of Consciousness vorstellte. Das Buch wurde in über 25 Sprachen übersetzt und verkaufte sich weltweit über eine Million Mal.
1983 gründete er das Institute for Spiritual Research, Inc., und 2003 den „Path of Devotional Nonduality“. Er hielt Vorträge u. a. an der Westminster Abbey, der Harvard University und dem Institute of Noetic Sciences.

### Veröffentlichungen (Auswahl)
- Power vs. Force: An Anatomy of Consciousness (1995) – deutsch: Die Ebenen des Bewusstseins[5]
- The Eye of the I: From Which Nothing Is Hidden (2001) – deutsch: Das All-sehende Auge
- Transcending the Levels of Consciousness: The Stairway to Enlightenment (2006) – deutsch: Erleuchtung ist möglich
- Healing and Recovery (2009) – deutsch: Heilung und Genesung
- Letting Go: The Pathway of Surrender (2012) – deutsch: Loslassen
- Linus Pauling & David R. Hawkins: Orthomolecular Psychiatry: Treatment of Schizophrenia (1973)[3]

## Kritik
Hawkins’ Kalibrierungen von Bewusstseinsstufen basierten auf Applied Kinesiology, die in der Fachwelt als Pseudowissenschaft gilt und wissenschaftlich nicht reproduzierbar ist.
Sein PhD in Health and Human Services soll laut Berichten käuflich erworben worden sein, was die Seriosität seiner akademischen Qualifikation in Frage stellt.